# Africa Cup U19 A 2013
El Africa Cup U19 A del 2013 fue la séptima edición del torneo de rugby juvenil para naciones africanas.

## Participantes
- Selección juvenil de rugby de Kenia
- Selección juvenil de rugby de Madagascar
- Selección juvenil de rugby de Namibia (Namibia U19)
- Selección juvenil de rugby de Zimbabue (Sables U19)

## Desarrollo

### Semifinales
| 10 de octubre | Namibia | Ganó Namibia | Madagascar |  |  |

| 10 de octubre | Kenia | 29 - 20 | Zimbabue |  |  |

### Definición Tercer puesto
| 13 de octubre | Zimbabue | 21 - 3 | Madagascar |  |  |

### Final
| 13 de octubre | Namibia | 51 - 8 | Kenia |  |  |

| Bandera de Namibia |
| Campeón Namibia    |
| Cuarto titulo      |